# Philippe Hardy
Philippe Hardy (Mazagan, 5 luglio 1954 – 30 settembre 1984) è stato uno sciatore alpino francese.

## Biografia
Specialista delle prove tecniche, Hardy vinse la medaglia d'argento nello slalom gigante agli Europei juniores di Madonna di Campiglio 1972; in Coppa del Mondo ottenne il primo piazzamento il 5 gennaio 1976 a Garmisch-Partenkirchen in slalom speciale (10º) e ai successivi XII Giochi olimpici invernali di Innsbruck 1976, sua unica presenza olimpica, si classificò 27º nello slalom gigante e non completò lo slalom speciale. L'ultimo risultato della sua carriera internazionale fu il 5º posto ottenuto nello slalom speciale di Coppa del Mondo disputato a Kranjska Gora il 21 dicembre 1978; morì nel 1984 in Savoia.

## Palmarès

### Europei juniores
- 1 medaglia[2]:
  - 1 argento (slalom gigante a Madonna di Campiglio 1972)

### Coppa del Mondo
- Miglior piazzamento in classifica generale: 63º nel 1976

### Campionati francesi
- 2 ori (slalom speciale nel 1977; slalom gigante nel 1979)[senza fonte]